# Джон Астон
Джон Астон (англ. John Aston; 3 вересня 1921, Прествіч — 31 липня 2003, Манчестер) — англійський футболіст, що грав на позиції захисника.
Протягом усієї кар'єри виступав за «Манчестер Юнайтед», а також національну збірну Англії.

## Клубна кар'єра
Народився 3 вересня 1921 року в місті Прествіч. Вихованець футбольної школи клубу «Манчестер Юнайтед». У грудні 1939 року він став професійним футболістом, проте дебют за клуб відбувся вже після війни, через майже сім років, 18 вересня 1946 року, в матчі проти «Челсі». Астон був потужним, чіпким лівим захисником. Якийсь період своєї клубної кар'єри він також провів на позиції центрфорварда. Він зіграв у фіналі Кубка Англії 1948 року проти «Блекпула», який «Юнайтед» виграв з рахунком 4:2 і здобув трофей.
У сезоні 1951/52 Джон Астон допоміг команді виграти чемпіонат Англії, вперше за останні 40 років, після чого зіграв у Суперкубку Англії проти «Ньюкасла», де також допоміг команді святкувати перемогу у турнірі вперше з 1911 року.
У 1954 році Астон завершив футбольну кар'єру, зігравши за клуб 284 матчі і забивши 30 голів.

## Виступи за збірні
1948 року провів один матч у складі другої збірної Англії.
21 вересня 1948 року дебютував в офіційних матчах у складі національної збірної Англії в товариській грі проти збірної Данії (0:0).
У складі збірної був учасником чемпіонату світу 1950 року у Бразилії, на якому зіграв у двох матчах.
Всього протягом кар'єри у національній команді, яка тривала 3 роки, провів у формі головної команди країни 17 матчів.

## Подальше життя
Помер 31 липня 2003 року на 82-му році життя у місті Манчестер.
| Дата       | Місто          | Господарі         | Результат | Гості     | Турнір                              | Голи | Примітки |
| ---------- | -------------- | ----------------- | --------- | --------- | ----------------------------------- | ---- | -------- |
| 26-9-1948  | Копенгаген     | Данія             | 0 – 0     | Англія    | товариський матч                    | -    |          |
| 18-11-1948 | Бірмінгем      | Англія            | 1 – 0     | Уельс     | Домашній чемпіонат Великої Британії | -    |          |
| 2-12-1948  | Лондон         | Англія            | 6 – 0     | Швейцарія | товариський матч                    | -    |          |
| 9-4-1949   | Лондон         | Англія            | 1 – 3     | Шотландія | Домашній чемпіонат Великої Британії | -    |          |
| 13-5-1949  | Стокгольм      | Швеція            | 3 – 1     | Англія    | товариський матч                    | -    |          |
| 18-5-1949  | Осло           | Норвегія          | 1 – 4     | Англія    | товариський матч                    | -    |          |
| 22-5-1949  | Коломб         | Франція           | 1 – 3     | Англія    | товариський матч                    | -    |          |
| 21-9-1949  | Ліверпуль      | Англія            | 0 – 2     | Ірландія  | товариський матч                    | -    |          |
| 15-10-1949 | Кардіфф        | Уельс             | 1 – 4     | Англія    | Відбір до ЧС 1950                   | -    |          |
| 16-11-1949 | Манчестер      | Англія            | 9 – 2     | Ірландія  | Відбір до ЧС 1950                   | -    |          |
| 30-11-1949 | Лондон         | Англія            | 2 – 0     | Італія    | товариський матч                    | -    |          |
| 15-4-1950  | Глазго         | Шотландія         | 0 – 1     | Англія    | Відбір до ЧС 1950                   | -    |          |
| 14-5-1950  | Лісабон        | Португалія        | 3 – 5     | Англія    | товариський матч                    | -    |          |
| 18-5-1950  | Брюссель       | Бельгія           | 1 – 4     | Англія    | товариський матч                    | -    |          |
| 25-6-1950  | Ріо-де-Жанейро | Англія            | 2 – 0     | Чилі      | ЧС 1950 - 1-й етап                  | -    |          |
| 29-6-1950  | Белу-Оризонті  | Англія            | 0 – 1     | США       | ЧС 1950 - 1-й етап                  | -    |          |
| 7-10-1950  | Белфаст        | Північна Ірландія | 1 – 4     | Англія    | Домашній чемпіонат Великої Британії | -    |          |
| Усього     |                | Матчів            | 17        |           | Голів                               | 0    |          |

## Титули і досягнення
- Чемпіон Англії (1):

«Манчестер Юнайтед»: 1951-52
- Володар Кубка Англії (1):

«Манчестер Юнайтед»: 1947-48
- Володар Суперкубка Англії (1):

«Манчестер Юнайтед»: 1952